# Vitex pooara
Vitex pooara là một loài thực vật có hoa trong họ Hoa môi. Loài này được Corbishley miêu tả khoa học đầu tiên năm 1920.